# 林政敬
林 政敬（はやし まさとし、生年不詳 - 嘉永3年7月28日（1850年9月4日）, Hayashi Yadayū Masatoshi, 14th head of the Musō Jikiden Eishin-ryū）は、江戸時代後期の土佐藩上士。通称は弥太夫。のち弥内。御馬廻役・林(池田)家の第6代当主。無双直伝英信流第14代宗家。土佐藩居合道の達人。剣術家。

## 来歴

### 生い立ち
土佐藩士・林政長（六之丞）の嫡男として高知城下に生まれる。母は市原辰顕(弥左衛門)の娘。
幼年より無双直伝英信流居合を習う。
天明5年5月28日(1785年7月4日)、土佐藩主山内豊雍の時代、実叔父・林政誠の娘(すなわち実従妹)へ入婿として婚し、御目見を仰せ付けらる。
文化13年2月9日(1816年3月7日)、土佐藩主山内豊策の時代、亡養父・林政誠跡目を無相違下し置かる。
同年11月6日(太陽暦12月24日)、当分、御火消方御用を以て、来年3月末日(1817年5月15日)迄、御家中・町方とも火の用心廻番を仰せ付けられる。
文政6年11月6日(1823年12月7日)、前件の通り、火の用心廻番を仰せ付けられる。
嘉永3年7月28日(1850年9月4日)病死。
政敬が依田萬蔵敬勝から授かった居合の伝書は、谷村亀之丞自雄に伝えられた。

## 家族
- 高祖父：林政良(五左衛門)
- 高祖母：澤村全庵の妹
  - 曾祖父：林守政(六太夫)
  - 曾祖母：大黒勝盛(茂左衛門)の娘
    - 祖父：林政彬(助五郎)
    - 祖母：小倉実通(庄内)の娘
      - 実父：林政長(六之丞)
      - 実母：市原辰顕(弥左衛門)の娘
        - 本人：林政敬(弥太夫)
        - 妻：林政誠(益之丞)の娘 - 離別
        - 継妻：仙石久通(弥右衛門)の娘 - 離別
        - 継妻：石川通儀(勇右衛門)の娘 - 離別
        - 継妻：二川茂徳(六郎)の姉
          - 嫡男：林政治(典膳、亀五郎、喜左衛門)
          - 妻：松井正誼(平兵衛)の娘
            - 孫：林政護(益之丞)
            - 孫の妻：寺田剛正(左右馬)の次女 - 離別
            - 孫の継妻：上野之正(来馬)の次女 - 離別
            - 孫の継妻：山田清栄(茂平)の次女 - 離別
            - 孫娘：初め板垣退助の妻、離縁後に林茂平(亀吉)の妻となる
            - 孫娘の入婿：林茂平(亀吉) - 実は小笠原茂常(大四郎)の五男

## 補註
1. ↑  『無雙直傳英信流居合に就いて』中西岩樹著、土佐史談、1933年(昭和8年)による。
2. ↑  “『板垣精神 -明治維新百五十年・板垣退助先生薨去百回忌記念-』”.  一般社団法人 板垣退助先生顕彰会 (2019年2月11日). 2020年9月1日閲覧。
3. 1 2 3 4 5 6  『御侍中先祖書系圖牒』旧山内侯爵家蔵
4. ↑  『師伝芥考・土佐の英信流』岩田憲一著、1984年(昭和59年)